# Montezumina unguicerca
Montezumina unguicerca är en insektsart som beskrevs av Nickle 1984. Montezumina unguicerca ingår i släktet Montezumina och familjen vårtbitare. Inga underarter finns listade i Catalogue of Life.